# Soweto
Soweto (službeni naziv i kratica za South Western Townships, hrvatski kao: "Stambeno naselje Jugozapad") je naselje u Južnoafričkoj Republici osnovano 1963. godine spajanjem mnogih gradića na jugozapadu grada Johannesburga. Od 1983. do 2002. Soweto je bio zaseban grad, no od 2002. pripada Johannesburgu i od tada ime više nije u službenoj upotrebi.

## Povijest
1904. je mjesto Klipspruit sagrađeno kao prvo u nizu naselja za tamnopute rudare od strane rudarske tvrtke Ernst Oppenheimera. Mnoga druga naseljasu su osnovana u blizini i spojena su kasnije pod imenom Soweto.
Soweto je 1976. godine bio poprište pokolja kada su policajci režima apartheida pucali na školske učenike tijekom prosvjeda protiv nametanja afrikaansa u škole.

## Kvartovi
Soweto ima oko 30 kvartova. Abecednim redom, to su: Bram Fisherville, Chiawelo, Diepkloof, Dobsonville, Dlamini (ili: Dhlamini), Dube, Jabavu, Emdeni, Jabulani, Killarney, Klipspruit, Mapetla, Meadowlands, Mofolo, Molapo, Moletsane, Moroka, Mzimhlophe, Naledi, Orlando, Phefeni, Phiri, Phomolong, Pimville, Protea, Protea Glen, Senaoane, Snake Park, Tladi, White City, Zola i Zondi.

## Galerija slika
- Predgrađe Soweto
- Pogled sa Hector-Pieterson-Museum u Orlandu na Soweto